# Boyd Atkins

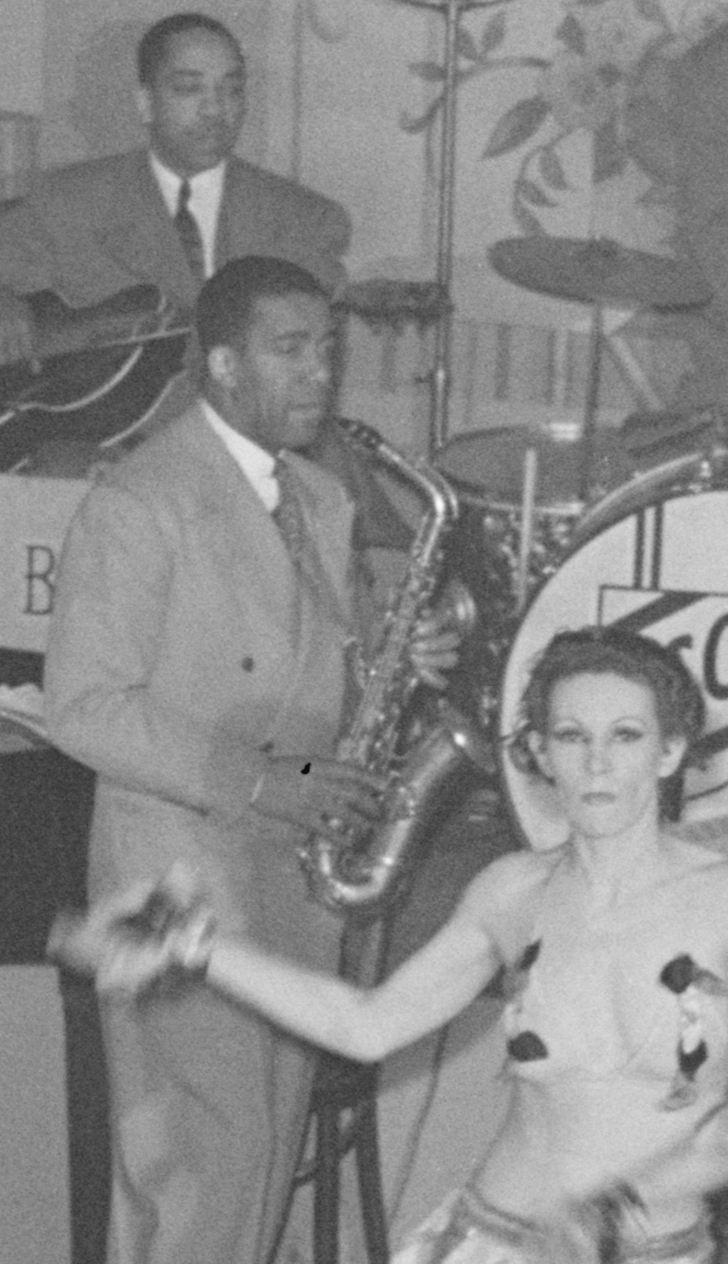
Boyd Atkins bei einem Auftritt in Chicagos South Side Cabaret 1941

Boyd Atkins (* 1900 in Paducah, McCracken County, Kentucky, USA; † 1. März 1965 im Cook County, Illinois, USA) war ein US-amerikanischer Jazz- und Blues-Musiker (Klarinette, Saxophon, Violine), Komponist und Arrangeur.

## Werdegang
Boyd Atkins begann seine Musikerkarriere Ende der 1910er Jahre, als er in der Band von Fate Marable auf Mississippi-Flussdampfern auftrat. Anfang der 1920er Jahre gehörte er zur Jazzszene von St. Louis, wo er in der Band von Dewey Jackson spielte. Atkins zog dann nach Chicago und leitete eine eigene Formation, in der auch Kid Ory spielte; außerdem arbeitete er mit Earl Hines und Carroll Dickerson. 1927 wurde er Mitglied in Louis Armstrongs Orchester, das im Sunset Cafe in Chicago auftrat; Atkins spielte dort Klarinette, Sopran- und Altsaxophon. Armstrongs Band spielte auch Atkins’ wohl bekanntesten Titel Heebie Jeebies, der später unter anderem auch von den Boswell Sisters und Chick Webb aufgenommen wurde. Im weiteren Verlauf der 1920er Jahre hatte er dann seine eigene Band namens The Firecrackers.
Zwischen 1931 und 1934 spielte er mit Eli Rice und trat Mitte der Dekade als Bandleader in Minneapolis auf; dort spielte er auch mit Rook Ganz. 1940 gehört er der Formation Society Swingsters an, die in Peoria (Illinois) auftrat. Nach seiner Rückkehr nach Chicago 1951 arbeitete er vorwiegend als Arrangeur und spielte häufig mit Bluesmusikern wie Elmore James, mit dem er 1953 eine Platte aufnahm, sowie danach mit Magic Sam. Gegen Ende der 1950er Jahre zog er sich aus dem Musikgeschäft zurück.
Zu später bekannten Jazzmusikern, die zu Beginn ihrer Karriere bei Atkins spielten, gehörten Milt Hinton und Lester Young.

## Diskographie
- Louis Armstrong: Hot Five and Hot Seven, Vol. 2 (JSP, 1927)
- Elmore James and His Broomdusters: The Resurrection of Elmore James (Anthology of the Blues, 1955/56)
- Magic Sam: Charly Blues Masterworks Vol. 29: West Side Soul (Charly, 1957–1960)